# Ardeola speciosa
La garcilla indonesia (Ardeola speciosa) es una especie de ave pelecaniforme de la familia Ardeidae  que puebla los humedales de Filipinas, Indonesia e Indochina.

## Subespecies
Se conocen dos subespecies de Ardeola speciosa:
- Ardeola speciosa continentalis Salomonsen, 1933
- Ardeola speciosa speciosa (Horsfield, 1821)